# Mamorallo Tjoka
Mamorallo Tjoka (* 25. Oktober 1984 in Ha Seqhoe) ist eine lesothische Leichtathletin.

## Karriere
2005 und 2008 gewann Tjoka den Halbmarathon beim Two Oceans Marathon.
Bei den Olympischen Sommerspielen 2008 trat Tjoka im Marathonlauf an, erreichte jedoch das Ziel nicht.
Bei den Olympischen Sommerspielen 2012 war sie Flaggenträgerin für Lesotho und trat wieder im Marathonlauf an, bei dem sie den 86. Platz erreichte.
Beim Spar Ladies Race in Johannesburg am 12. Oktober 2014 wurde sie bei einer Dopingkontrolle positiv auf Norandrosteron, Clenbuterol, Methylhexanamin, Ephedrin und Prednisolon getestet und zwei Jahre vom 22. Januar 2015 bis zum 21. Januar 2017 gesperrt.